# Saint-Germain-le-Fouilloux
 Saint-Germain-le-Fouilloux  es una población y comuna francesa, en la región de Países del Loira, departamento de Mayenne, en el distrito de Laval y cantón de Laval-Nord-Est.

## Demografía
| 516 | 509 | 535 | 552 | 596 | 670 |
| Para los censos de 1962 a 1999 la población legal corresponde a la población sin duplicidades (Fuente: INSEE [Consultar]) |     |     |     |     |     |